# Aeropuerto de Bergen-Flesland
El Aeropuerto de Bergen-Flesland (en noruego: Bergen lufthavn, Flesland) (IATA: BGO, OACI: ENBR) es el aeropuerto de Bergen, Noruega, ubicado en Flesland, a 19 km al sur de la ciudad. Fue inaugurado en 1955, y construido con fondos de la OTAN. Funciona como aeropuerto civil y militar desde su inauguración. Está gestionado y operado por Avinor.
Flesland es el segundo mayor aeropuerto de Noruega, tras atender a 4 852 740 pasajeros en 2007. Siete aerolíneas ofrecen vuelos de cabotaje a 16 destinos mientras ocho aerolíneas ofrecen vuelos a 19 destinos internacionales, incluyendo vuelos diarios a Aberdeen, Ámsterdam, Copenhague, Fráncfort del Meno, Londres y Estocolmo. Algunos vuelos desde Flesland juegan el papel de base de operaciones de tráfico regional de Sogn og Fjordane, con vuelos en aviones de 37 plazas como los Dash 8 operados por Widerøe y ATR 42 de Danish Air Transport. La antigua terminal ha sido convertida en helipuerto, que efectúa vuelos a plataformas petrolíferas en el Mar del Norte. Actualmente, la ruta más importante del aeropuerto es la que se efectúa con Oslo, con unas 35 salidas diarias con aviones Boeing 737 operados por Norwegian y Scandinavian Airlines. Esta ruta es la séptima con más movimiento de Europa
La terminal actual ha sido diseñada por el arquitecto local Halfdan Grieg e inaugurada en 1988. 
La antigua terminal también fue diseñada por este arquitecto. La terminal tiene once puertas de embarque con pasarelas de acceso a aeronaves, las 21 a 32 (la puerta 30 es para aviones en plataforma). En general, las puertas del lado sur de la terminal son utilizadas para vuelos internacionales mientras las puertas del lado norte son para vuelos de cabotaje. Las puertas del medio son utilizada por ambos tipos de vuelo.

## Historia
El primer paso hacia el aeropuerto en Flesland se efectuó en 1937 cuando parte de la granja Flesland fue expropiada por la ciudad. En 1952 las autoridades decidieron construir un aeropuerto ahí, y en 1955 estaba concluido con una pista de 2999 metros. El aeropuerto original fue fundamentalmente subvencionado por la OTAN. Se abrió una nueva terminal en 1988 y una nueva torre en 1991.

### Planes de futuro
Avinor ha decidido invertir 461 millones de coronas noruegas para mejorar el aeropuerto, con entre otras cosas, una ampliación de la terminal internacional, mejores estacionamientos de aviones, cambios en las rodaduras, nuevos edificios operacionales, plataforma de deshielo, radar de tierra, radar secundario y lunes de centro de pista.

## Aerolíneas y destinos
Las siguientes aerolíneas operan vuelos regulares al Aeropuerto de Bergen-Flesland:
| Aerolíneas                      | Destinos |
| ------------------------------- | --- |
| Air France                      | París–Charles de Gaulle |
| airBaltic                       | Estacional: Gran Canaria, Riga |
| Braathens International Airways | Chárter estacional: Lárnaca, Palma de Mallorca (inicia 4 de mayo de 2024) |
| Edelweiss Air                   | Estacional: Zúrich |
| Eurowings                       | Estacional: Düsseldorf |
| Finnair                         | Helsinki, Estocolmo–Arlanda (inicia 31 de marzo de 2024) |
| Iberia                          | Estacional: Madrid |
| Icelandair                      | Estacional: Reykjavik–Keflavik |
| Israir Airlines                 | Chárter estacional: Tel Aviv |
| Jet2.com                        | Estacional: Birmingham (inicia 13 de mayo de 2024), Leeds/Bradford (inicia 6 de mayo de 2024), Mánchester (inicia 25 de abril de 2024), Newcastle upon Tyne (inicia 29 de abril de 2024) |
| KLM                             | Ámsterdam |
| Loganair                        | Edimburgo Estacional: Inverness, Kirkwall, Newcastle upon Tyne, Sumburgh |
| Lufthansa                       | Fráncfort Estacional: Múnich |
| Norwegian Air Shuttle           | Alicante, Berlín, Copenhague, Cracovia, Gdańsk, Londres–Gatwick, Málaga, Mánchester, Oslo, Stavanger, Trondheim Estacional: Antalya, Barcelona, Bérgamo, Billund, Dubrovnik, Edimburgo (reinicia 20 de junio de 2024), Gran Canaria, Harstad/Narvik, La Canea, Niza, Palma de Mallorca, París–Charles de Gaulle, Roma–Fiumicino, Split, Estocolmo–Arlanda, Tenerife–Sur, Tromsø |
| Scandinavian Airlines           | Copenhague, Oslo, Stavanger, Estocolmo–Arlanda, Trondheim Estacional: Alicante, Gran Canaria, Londres–Heathrow (reinicia 27 de junio de 2024), Milán–Malpensa, Split, Tenerife–Sur Chárter estacional: La Canea |
| Sunclass Airlines               | Chárter estacional: Antalya, Gran Canaria, La Canea, Palma de Mallorca, Rhodes, Sal, (inicia 10 de noviembre de 2024) Tenerife–Sur, Varna, |
| Transavia                       | París–Orly (inicia 6 de abril de 2024) |
| Widerøe                         | Aberdeen, Ålesund, Alicante, Billund, Bodø, Bruselas (inicia 12 de abril de 2024), Dublín, Florø, Gotemburgo, Hamburgo, Haugesund, Kristiansand, Kristiansund, Liverpool, Londres–Stansted, Molde, Oslo, Sandefjord, Sogndal, Stavanger, Tromsø, Trondheim, Ørsta–Volda, Vagar Estacional: Florencia, Leknes, Munich, Niza, Palma de Mallorca, Sandane                          |
| Wizz Air                        | Gdańsk, Katowice (finaliza 29 de marzo de 2024), Kaunas (finaliza 27 de marzo de 2024) |

### Chárter
- Air Europa (Barcelona, Lanzarote, Las Palmas, Madrid, Palma de Mallorca)
- Atlasjet (Antalya, Dalaman)
- BH Air (Burgas)
- Eurocypria Airlines (Lárnaca)
- Pegasus Airlines (Antalya)
- Privilege Style (Valladolid)
- Scandinavian Airlines System (Funchal, La Canea, Lanzarote, Las Palmas, Palma de Mallorca, Santorini, Split, Tenerife)
- SunExpress (Antalya)
- TUIfly Nordic (Faro)
- Ryanair (Málaga)

### Helipuerto
- CHC Helikopter Service
- Norsk Helikopter

## Estadísticas
Ver fuente y consulta Wikidata.

## Transporte terrestre

### Bus
Flybussen circula entre Bergen y el aeropuerto de Bergen-Flesland. El trayecto dura de 30 a 45 minutos, dependiendo del tráfico. La ruta pasa por Nesttun y Fyllingsdalen. En la ciudad tiene parada en la estación de bus/tren de Bergen, en el hotel Radisson SAS Norge, la lonja y el hotel Radisson SAS Royal Bryggen. La tarifa es de 90 NOK un trayecto, 150 NOK ida y vuelta, abonable en efectivo o con tarjeta y el trayecto de regreso cuenta con una validez de 30 días. 

### Coche
El aeropuerto cuenta con 3127 plazas de aparcamiento gestionadas por EuroPark AS. También posee servicios de alquiler de vehículos como Europcar, Budget Rent a Car, National Car Rental, Avis Rent A Car System Inc. o Hertz' Rent-A-Car.
Se ha propuesto que el Tren ligero de Bergen pase por el aeropuerto, aunque no está contemplado en la línea en construcción actual.